# عثمان بازار (تشابهار)
عثمان بازار (بالفارسية: عثمان بازار) هي قرية تقع في البلدة المركزية في إيران. يقدر عدد سكانها بـ 24 نسمة بحسب إحصاء 2016.